# Kattijogipalya, Madhugiri
Kattijogipalya là một làng thuộc tehsil Madhugiri, huyện Tumkur, bang Karnataka, Ấn Độ.